# اورتونا
اورتونا (به ایتالیایی: Ortona) یک کومونه در ایتالیا است که در استان کییتی واقع شده‌است.

## خصوصیات
اورتونا ۷۰ کیلومترمربع مساحت و ۲۴٬۹۱۱ نفر جمعیت دارد و ۷۲ متر بالاتر از سطح دریا واقع شده‌است.

## خواهرخوانده
شهرهای کاسینو و ولگوگراد خواهرخوانده‌های اورتونا هستند.